# Saïd Néji
Saïd Néji (arabe : سعيد ناجي), né à Tunis, est un homme d'affaires et une personnalité du football national tunisien.
Il a notamment dirigé les supermarchés Touta, cédés en 2004 au groupe Mabrouk ainsi que le parc d'attraction Dahdah.
Appartenant aux bureaux du Club africain, il en prend la tête entre 1996 et 1997.